# Кіцута Анатолій Вікторович
Анатолій Вікторович Кіцута (*22 грудня 1985, Київ, УРСР) — український футболіст, захисник. Гравець національної збірної України з міні-футболу. У минулому — гравець юнацьких та молодіжних збірних України.

## Клубна кар'єра
Вихованець київського футболу, у ДЮФЛ виступав у складі команд «Зміна-Оболонь» та ФК «Обухів». 2001 року перейшов до системи київського «Динамо». У цьому клубі грав спочатку у складі третьої команди, а згодом — за «Динамо-2».
Після невдалих спроб пробитися до головної команди «Динамо» протягом 2006—2007 років виступав на правах оренди у командах вищого дивізіону чемпіонату України — ужгородському «Закарпатті», «Харкові» та київському «Арсеналі». У вищій лізі дебютував у грі «Закарпаття» проти луцької «Волині» 5 березня 2006 року (нічия 1:1).
Сезон 2007—2008 провів у першій лізі української першості, де також на умовах оренди захищав кольори черкаського «Дніпра». Наступного сезону, знов таки на орендних умовах, перейшов до «Львова», повернувшись, таким чином, до елітного дивізіону.
На початку сезону 2009—2010 приєднався до київської «Оболоні», новачка української Прем'єр-ліги. Протягом зимової перерви чемпіонату 2009—2010 головний тренер «Оболоні» Юрій Максимов перейшов до криворізького «Кривбаса», а Кіцута став одним з гравців, яких тренер запросив із собою до нового клубу.
На початку вересня 2011 року на правах вільного агента перейшов у першоліговий «Севастополь», але виходив на поле вкрай рідко, тому влітку 2012 року перейшов в інший першоліговий клуб — «Полтаву».
Від 2017 року тренує юних футболістів ФК «Чайка» із Вишгорода, що під Києвом.

## Виступи у збірних
Викликався до складу збірних команд України різних вікових категорій. Дебютував у формі збірної грою збірної України (U-16) проти латвійських однолітків 24 січня 2000 року. Усього провів 6 ігор у складі юнацьких та 7 ігор у складі молодіжних збірних України.
У 2018 році дебютував у національній збірній України з міні-футболу у матчі проти збірної Італії на домашньому чемпіонаті Європи з міні-футболу. В останньому матчі групового раунду відзначився у воротах збірної Чорногорії.
.